# Bangladeschische Badmintonmeisterschaft 1992
Die Bangladeschische Badmintonmeisterschaft 1992 war die 17. Austragung der nationalen Titelkämpfe im Badminton in Bangladesch.

## Sieger und Finalisten
| Disziplin    | Gold                                    | Silber                                         |
| ------------ | --------------------------------------- | ---------------------------------------------- |
| Herreneinzel | Mahbubur Rob (Biman)                    | Rasel Kabir Sumon (Anser)                      |
| Dameneinzel  | Alina Begum (Biman)                     | Nazia Akhter Juthi (Biman)                     |
| Herrendoppel | Mahbubur Rob Sarwar Hossain (Biman)     | Shek Abul Hashem Jobaedur Rahman Rana (Anser)  |
| Damendoppel  | Nazia Akhter Juthi Alina Begum (Biman)  | Mita Sharmin Akthar Momo (Biman)               |
| Mixed        | Mahbubur Rob Nazia Akhter Juthi (Biman) | Jobaedur Rahman Rana Kamrun Nahar Dana (Anser) |